# Đặc vụ áo đen: Sứ mệnh toàn cầu
Đặc vụ áo đen: Sứ mệnh toàn cầu (tiếng Anh: Men in Black: International) là phim hài hành động khoa học viễn tưởng Mỹ năm 2019 của đạo diễn F. Gary Gray và được viết bởi Art Marcum và Matt Holloway. Đây là một phần phụ của loạt phim Men in Black, dựa trên bộ truyện tranh cùng tên của Malibu/Marvel của Lowell Cunningham. Bộ phim có sự tham gia của các diễn viên Chris Hemsworth, Tessa Thompson, Kumail Nanjiani, Rebecca Ferguson, Rafe Spall, Laurent và Larry Bourgeois, và Liam Neeson, cùng với Emma Thompson đảm nhận vai diễn của anh trong Men in Black 3 và Tim Blaney đảm nhận vai diễn của anh trong vai chó pug Frank trong 2 bộ phim đầu tiên.
Tin đồn về bộ phim Men in Black thứ 4 bắt đầu sau khi phát hành Men in Black 3 vào năm 2012. Vào tháng 2 năm 2018, Hemsworth đã ký hợp đồng để dẫn dắt một spin-off trong khi Gray được thuê để chỉ đạo, và Thompson đã tham gia vào tháng sau. Việc quay phim diễn ra tại thành phố New York, Morocco, Ý và London từ tháng 7 đến tháng 10 năm 2018.
Đặc vụ áo đen: Sứ mệnh toàn cầu được phát hành tại Mỹ vào ngày 14 tháng 6 năm 2019 bởi Sony Pictures Releasing, dưới nhãn hiệu Columbia Pictures. Bộ phim đã nhận được những đánh giá tiêu cực từ các nhà phê bình, những người chỉ trích "hành động mờ nhạt và cốt truyện đáng quên", mặc dù sự phối hợp giữa Hemsworth và Thompson được khen ngợi.